# Gialappa's Band

Da sinistra: Giorgio Gherarducci, Marco Santin e Carlo Taranto, i tre componenti storici della Gialappa's Band, 1993 circa.

La Gialappa's Band è un duo comico composto da Marco Santin e Giorgio Gherarducci, autori, comici e commentatori televisivi e radiofonici; fino al 2023 il gruppo era un trio di cui faceva parte anche Carlo Taranto, che ha successivamente abbandonato il sodalizio.
Il nome del gruppo deriva dalla gialappa (Ipomoea purga), una pianta floreale messicana dal cui tubero si estrae un lassativo per cavalli. In occasione dei Mondiali di calcio messicani del 1986, i primi che commentarono in radio, furono infatti frequenti i casi di calciatori colpiti da problemi intestinali.

## Storia

### Gli inizi
L'incontro fra i ragazzi della Gialappa's avviene nel 1985 sulle frequenze dell'emittente Radio Popolare, all'interno di Bar Sport, trasmissione in onda dopo le 22 che commentava in maniera ironica e scanzonata la giornata calcistica con la determinante collaborazione degli ascoltatori che, chiamando da casa, contribuivano alla riuscita di una trasmissione volutamente caotica, prototipo anche dei più recenti exploit radiofonici dei tre. I futuri componenti del sodalizio, da fan della trasmissione (condotta e ideata da Sergio Ferrentino a partire dalla finale della Coppa dei Campioni 1982-1983 tra Amburgo e Juventus) ne diventano in breve collaboratori e co-conduttori.
Carlo Taranto è il primo: dopo alcune telefonate in diretta, entra in breve a far parte del cast, coinvolgendo poco dopo (secondo Gherarducci, "perché non c'erano più interisti tra i conduttori") anche Marco Santin, conosciuto poco prima quando, spinto da un loro amico comune, Taranto era entrato in casa Santin con in testa una scatola di pandoro a mo' di cappello. Giorgio Gherarducci in quel periodo lavora, seppur milanista, nell'ufficio stampa dell'Inter: il racconto al telefono di alcuni "dietro le quinte", misto alla curiosità dettata dal fatto di essere il figlio di uno dei più famosi giornalisti sportivi del tempo (Mario Gherarducci, allora ospite fisso de Il processo del lunedì), gli valgono l'arrivo in pianta stabile nella redazione del programma.
Nel 1986 l'intero gruppo del programma commenta i Mondiali di calcio del Messico, con uno stile disincantato che intende ridicolizzare la retorica sportiva che abbondava nelle ingessate e istituzionali telecronache Rai, spingendo gli ascoltatori a seguire le immagini delle partite trasmesse dalla TV di Stato con il loro audio. Sentiti da un dirigente Fininvest, Taranto, Santin, Gherarducci e Ferrentino vengono, di lì a poco, assunti in televisione. Il loro debutto avviene su Rete 4 in Un fantastico tragico venerdì, varietà di prima serata all'interno del quale, in un segmento della durata di pochi minuti, raccontano e commentano, con lo stile già proposto in radio, spezzoni di alcune telenovelas sudamericane all'epoca molto seguite, saltando da una all'altra come fossero match calcistici, nello stile di Tutto il calcio minuto per minuto (il titolo dello sketch è infatti Tutte le Telenovelas Minuto per Minuto).
Alla richiesta di ridurre i loro nomi in uno pseudonimo, per questioni di spazio nei titoli di coda, i quattro propongono, facendo ricorso all'esperienza dei mondiali messicani, quello di Gialappa's Brothers prima e di Gialappa's Band in seguito. Terminata questa prima esperienza, Ferrentino, che stava proseguendo, parallelamente a quella televisiva, anche la carriera radiofonica, lascia il gruppo che continua quindi con i rimanenti tre membri.

### Le radiocronache
(Stacco pubblicitario usato dalla Gialappa's in vari programmi)
Il successo delle loro radiocronache si trasforma in un vero fenomeno mediatico, attirando un notevole seguito di ascoltatori, e ciò li porta a proporle su network di diffusione sempre maggiore, prima sul circuito Radio Sper (per i mondiali del 1990), e poi su Radio Deejay, dove presentano anche una trasmissione a cadenza settimanale, co-condotta da Roberto Ferrari, dal titolo Quasi Gol. Nel frattempo collaborano come autori a numerosi programmi televisivi di successo delle reti Fininvest (come Smile, Candid Camera Show, Il gioco dei 9, Emilio, I vicini di casa, L'araba fenice) e dell'allora nascente Odeon Tv (Telemeno, Una notte all'Odeon).

### Mai dire Banzai
Nel 1989 nasce il primo programma televisivo totalmente presentato da loro, Mai dire Banzai, durante il quale le voci fuori campo dei tre commentano, amplificandone i contenuti balzani, immagini provenienti da due programmi televisivi giapponesi: Takeshi's Castle (in giapponese Fūun! Takeshi Jō, ideato e condotto dal noto regista Takeshi Kitano per TBS), e The Gaman di Fuji Television, entrambi varianti di Giochi senza frontiere in cui una serie di concorrenti, circondati da personaggi oltre il limite del grottesco (i cui nomi vengono "italianizzati" dalla Gialappa's per aumentarne l'effetto comico), sono alle prese con prove fisiche nel primo caso assurde e demenziali, nel secondo più atletiche e cruente.
La trasmissione, seppur non particolarmente sostenuta da Italia 1, che la propone inizialmente fra le pieghe del palinsesto estivo, si rivela un successo che permette al programma di guadagnare collocazioni in palinsesto più prestigiose proseguendo per altre due edizioni, consentendo a Taranto, Santin e Gherarducci di farsi conoscere da un pubblico più vasto. È da questa fortunata esperienza che nasce il marchio Mai dire... (ispirato, per assonanza col termine Banzai, al titolo del film Mai dire mai), in seguito diventato la matrice del titolo di ogni successivo programma della Gialappa's, nonché un marchio di Mediaset. Il solo Takeshi's Castle è stato riproposto, in Italia, da vari canali televisivi, commentato con modalità analoghe da altri personaggi del mondo radio-televisivo.

### Mai dire Mundial
Parallelamente a Mai Dire Banzai, prima dell'inizio dei campionati mondiali del 1990, Italia 1 trasmise Mai Dire Mundial, trasmissione nel corso della quale la Gialappa's Band commentò a posteriori le fasi salienti di alcuni match-clou dei campionati mondiali precedenti, quali Italia-Germania Ovest del 1982, Argentina-Olanda del 1978 e Germania Ovest-Olanda del 1974.

### Il successo conMai dire Gol
Dopo aver commentato in radio i Mondiali di Italia '90 e in seguito all'esperienza del summenzionato Mai Dire Mundial, nel settembre 1990 la Gialappa's Band dà vita al suo più celebre programma: Mai dire Gol, trasmissione della durata di circa 25' in onda la domenica sera su Italia 1 intorno alla mezzanotte. Lo spirito è lo stesso di Bar Sport, ma con in più il supporto delle immagini: strafalcioni, errori, interviste ai limiti dell'assurdo, "papere" della giornata calcistica appena conclusa, tutto quanto viene opportunamente "catturato", riproposto e commentato in maniera impietosa dai tre.
Dopo una prima stagione in sordina, il programma acquista un gradimento sempre maggiore e inizia col tempo a valersi degli interventi - dapprima in voce e poi in video - di Teo Teocoli e di Gene Gnocchi. L'alchimia tra i due show-man e i tre ragazzi dietro le quinte trasforma gradualmente la trasmissione in un vero e proprio varietà (trasmesso il lunedì sera in seconda serata), nel quale i due comici daranno vita a svariati personaggi, alcuni dei quali divenuti col tempo dei cavalli di battaglia del loro repertorio: dall'inviato bergamasco Ermes Rubagotti (Gnocchi) a quello torinese Gianduia Vettorello (Teocoli), il napoletano Felice Caccamo (Teocoli), fino al tifoso milanista Peo Pericoli (Teocoli).
Nel corso degli anni all'interno del programma, in cui il calcio assume un ruolo gradualmente sempre più marginale, transiteranno numerosi artisti che troveranno in Mai dire Gol il loro ideale trampolino di lancio verso carriere spesso generose di successi: Aldo, Giovanni e Giacomo, Raul Cremona, Antonio Albanese, Daniele Luttazzi, Claudio Bisio, Corrado Guzzanti, Luciana Littizzetto, Paola Cortellesi, Gioele Dix, Fabio De Luigi, Francesco Paolantoni, Bebo Storti, Ugo Dighero, Maurizio Crozza, Neri Marcorè, Luca & Paolo, Lucia Ocone, Natalino Balasso, Ale e Franz, Maccio Capatonda, e altri.
Oltre a questi vanno ricordate le conduzioni di Simona Ventura e Claudio Lippi. Per la prima, già nota al pubblico televisivo come giornalista sportiva, avverrà il lancio definitivo come conduttrice e showgirl, mentre per il navigato presentatore, già protagonista delle reti Fininvest ma ai tempi relegato ai margini dell'industria televisiva nazionale, si trattò di un ritorno alla ribalta avvenuto per un caso fortuito. La sua presenza inizialmente imprevista fu dovuta all'abbandono improvviso, poco prima dell'inizio della registrazione di una puntata (a causa di un litigio intercorso coi ragazzi della Gialappa's), dell'allora conduttore Teo Teocoli, che Lippi fu velocemente chiamato a sostituire mentre transitava casualmente nei corridoi degli stabilimenti di Cologno Monzese.
L'atteggiamento auto-ironico di Lippi gli permise di rientrare negli schemi comici del programma, tant'è che dopo quella prima, improvvisata, partecipazione venne confermato alla conduzione della trasmissione fino al termine della stagione allora in corso e per altre due edizioni, nelle quali interpretò il ruolo del conduttore affettato e impettito, sempre vestito in giacca e papillon, perfetta vittima degli sberleffi della Gialappa's.
Nel 1993 anche Gene Gnocchi romperà il sodalizio con la Gialappa's a causa di un loro commento poco gradito dal comico emiliano.

### I lavori successivi
Parallelamente ai trionfi di Mai dire Gol, i tre continuano a sperimentare e se da un lato non rinunciano al loro "primo amore", ossia la radio, dall'altro si dedicano alla creazione di nuove trasmissioni televisive. In Mai dire Tv scoprono e mettono alla berlina gli aspetti più naïf e trash della televisione italiana (soprattutto locale) e internazionale. Nel maggio del 1993 in seconda serata su Italia 1, in concomitanza del passaggio dei diritti televisivi del 76º Giro d'Italia dalla Rai alle allora reti Fininvest, commentano la gara in Mai dire giro.
Contemporaneamente alla carriera sulle reti Fininvest, nella stagione 1993-1994, commentano su un canale audio alternativo alla classica telecronaca della paytv Telepiù, tutti i posticipi del campionato di Serie A (novità di quella stagione, visto che mai prima di allora si erano trasmesse partite del campionato italiano in diretta).
In Mai dire Mondiali adattano lo schema di Mai dire Gol al commento dei Campionati del Mondo di Calcio. In Mai dire Maik un improbabile quanto sconclusionato quiz, che rappresenta la prima di molte collaborazioni con Michele Foresta alias Mago Forest, è il pretesto per riproporre alcuni vecchi sketch delle loro precedenti trasmissioni. In Mai dire Grande Fratello commentano con cinismo e perfidia le vicende dei protagonisti del noto reality di Canale 5. Il programma, pur se trasmesso dopo la mezzanotte, raggiunge ascolti tali da diventare a sua volta un fenomeno di costume ed essere sporadicamente proposto in prima serata, inizialmente col solo supporto dei filmati commentati dal trio, in seguito con alcuni sketch comici in un più composito contenitore dal titolo Mai dire Reality, che, per l'appunto, iniziò a occuparsi più diffusamente dei molti reality nati sull'onda del successo della prima edizione del Grande Fratello, come L'isola dei famosi o La fattoria.
Dal 2001 propongono su Rai Radio Due la trasmissione Rai dire Sanremo, nel corso della quale commentano in diretta il Festival di Sanremo, spingendo gli ascoltatori a seguirli con lo stesso schema adottato per le partite di calcio. Il programma si riaffaccerà sulle frequenze di Rai Radio Due in occasione di ogni edizione del Festival, sino a quella del 2009. Nel 2010 non andrà in onda. Nel 2011 verrà trasmesso da RTL 102.5 col titolo Noi dire Sanremo. Nel 2012 viene commentata solo la serata finale, su R101, col titolo Mai dire Sanremo, mentre l'anno successivo vengono commentate tre serate su cinque del festival dagli studi di R101 nella trasmissione Stile Libero con Flavia Cercato al loro fianco. Il commento al Festival prosegue, nuovamente su RTL 102.5, col titolo Noi dire Sanremo per l'edizione 2014, per poi interrompersi nel 2015, per motivi non meglio precisati.
Nel 2002 nasce Mai dire Domenica, varietà televisivo che abbina ai filmati di commento al Grande Fratello un varietà completo, nel quale sono presenti, per la prima volta in una trasmissione della Gialappa's, una serie di autentiche ballerine ribattezzate "Letteronze" (in riferimento alle allora celebri "Letterine" del programma Passaparola). Condotto in studio dal Mago Forest, il programma conterà 5 edizioni, in cui si alterneranno comici come Ale e Franz, Fabio De Luigi, Antonio Albanese, Neri Marcorè, Paola Cortellesi, Lucia Ocone, Giobbe Covatta, Luciana Littizzetto, Gabriella Germani, Natalino Balasso, Marcello Cesena e, nel 2004, Aldo, Giovanni e Giacomo, al ritorno in un programma della Gialappa's. Nell'allora palinsesto domenicale di Italia 1, Mai dire Domenica precede la trasmissione di un altro storico programma Mediaset, Le Iene. I due marchi arriveranno nel 2004 a fondersi in Mai dire Iene, nel corso del quale la Gialappa's si ritroverà a commentare alcuni servizi realizzati dalla redazione de Le Iene.
Nell'aprile 2005 il format, ancora presentato dal Mago Forest, cambia serata di programmazione, trasformandosi anche nel titolo in Mai dire Lunedì, senza però apportare ulteriori sostanziali modifiche alla struttura della trasmissione. Sempre in quello stesso anno, a seguito del passaggio a Mediaset dei diritti in chiaro del campionato di calcio di Serie A, sono accanto a Paolo Bonolis e Monica Vanali nella trasmissione di Canale 5 Serie A - Il grande calcio. Dopo i problemi sorti tra Bonolis e la redazione sportiva Mediaset, culminati con l'abbandono del programma da parte del conduttore, le redini di Serie A - Il grande calcio passano nelle mani di Enrico Mentana, che modifica l'impostazione del programma. Alla Gialappa's viene dato spazio solamente nell'ultimo quarto d'ora della trasmissione, in un segmento autonomo dal titolo Mai dire Serie A, che torna a rinverdire di fatto gli schemi e le rubriche del primissimo Mai dire Gol.
La breve appendice sarà dopo poche settimane ricollocata nel palinsesto di Italia 1, e inserita in un mini-contenitore della durata di un'ora circa, dal titolo Mai dire G, in cui vengono riproposti anche alcuni filmati di vecchie edizioni di Mai dire Grande Fratello. Dal 30 gennaio 2006, in concomitanza con la partenza della nuova edizione del reality Mediaset, viene riproposto, nella seconda serata di Italia 1, Mai dire Grande Fratello & Figli, stavolta condotto dal Mago Forest. La prima edizione fu trasmessa nel 2004 e constava di soli filmati commentati dal trio. È questa la prima trasmissione televisiva condotta dalla Gialappa's ad andare in onda in diretta. Nel cast, tra gli altri, Caterina Guzzanti e Ubaldo Pantani. Il programma ottiene subito un grande successo: le aspettative d'ascolto della rete si aggiravano sull'11% di share, la media di Italia 1, ma la prima puntata arriva a sfiorare punte del 39%.
Per questo motivo, dopo circa 5-6 puntate altrettanto positive, il programma viene trasferito sulla rete ammiraglia Canale 5, sempre in seconda serata, mantenendo l'eccellente media del 20-25% di share. Nell'estate di quell'anno commentano tutte le partite dei Mondiali 2006 su un canale a loro dedicato della piattaforma a pagamento Sky. La trasmissione, in cui loro rimangono come da tradizione fuori scena ma sono visibili i loro ospiti tifosi, si chiama Sky dire Mondiali. L'audio del programma è comunque reso disponibile free agli ascoltatori di Rai Radio Due. Nell'ottobre-novembre 2006 vanno in onda in terza serata su Italia 1 col programma Mai dire Reality.
Il 23 gennaio 2007 parte il nuovo programma in 10 puntate Mai dire Martedì, un varietà molto simile ai precedenti in cui ritorna, dopo due anni di assenza, Fabio De Luigi. Nell'autunno 2007 nasce, su Italia 1, Mai dire Candid, trasmissione nella quale commentano alcune candid camera realizzate dallo staff de Le Iene. Seguono, nei primi mesi del 2008, una nuova edizione di Mai dire Grande Fratello e, dalla primavera dello stesso anno, una nuova edizione di Mai dire Martedì. Nel 2011 è la volta di Mai dire Amici condotto dalla Gialappa's, con la partecipazione di Diana Del Bufalo. Il 26 maggio 2012 su Rai 2 avrebbero dovuto commentare in diretta la finale dell'Eurovision Song Contest, ma l'accordo con la Rai è saltato per divergenze legate al commento dell'evento, perché il trio voleva delle deroghe vietate dall'EBU. Dal 4 gennaio 2013 su Italia 1 conducono insieme a Ilary Blasi e Teo Mammucari la trasmissione Le Iene.

### 2015-2017: il passaggio in Rai conQuelli che...,DopoFestivaleRai dire Niùs
Dalla stagione 2015/2016, dopo 30 anni passati in Mediaset, i tre lasciano Cologno Monzese e si accasano in Rai, dove conducono insieme a Nicola Savino Quelli che il calcio su Rai 2, dopo essere stati ospiti della trasmissione nella sua penultima puntata della stagione precedente, in occasione del 30º anniversario della loro carriera.
Dal 9 al 13 febbraio 2016 hanno condotto assieme a Nicola Savino e a Max Giusti il DopoFestival 2016 su Rai 1. Dal 10 giugno al 10 luglio 2016 commentano le 27 partite di Euro 2016 su Rai 4, sotto il nome Rai dire Europei con il loro sarcastico stile. Il successo dell'esperimento lo porta alla conferma per le successive partite dell'Italia, sotto il titolo Rai dire Nazionale. Inoltre da novembre commentano la quinta edizione di Milano-Roma.
Il 2017 si apre con il ritorno a un programma tutto loro. Il programma, andato in onda su Rai 2 nell'access prime time dopo il TG2 delle 20:30, si chiamava Rai dire Niùs e vedeva a fianco del trio il Mago Forest e Mia Ceran. Iniziato il 13 febbraio, si concluderà nel giugno dello stesso anno con oltre 50 puntate realizzate. Continuerà in parallelo la collaborazione domenicale a Quelli che il calcio fino ad inizio estate. Bissano inoltre la partecipazione al DopoFestival.

### 2017-2021: di nuovo a Mediaset
Nel luglio 2017, Pier Silvio Berlusconi comunica il ritorno della Gialappa's Band a Mediaset,, annunciando tra l'altro anche la realizzazione di un nuovo programma previsto per i primi mesi del 2018 e il ritorno a Le Iene. Nello stessa anno partecipano alla seconda edizione del Grande Fratello VIP.
Dal 27 settembre al 5 dicembre 2017 conducono, in seconda serata, su Italia 1, Mai Dire Grande Fratello VIP, mentre dal 14 febbraio al 18 aprile dell'anno successivo conducono, il mercoledì dopo Le Iene, un nuovo programma dove commentano la tredicesima edizione de L'isola dei famosi, chiamato Mai dire Isola.

### Dal 2022: libertà progettuale, ritorno a Sky e addio di Carlo Taranto
Terminata l'esperienza a Le Iene nel 2021, la Gialappa's Band non rinnova il contratto in esclusiva con Mediaset, decidendo da qui in avanti di lavorare su progetti riguardanti qualsiasi network o piattaforma. In questo senso, all'inizio del 2022 il gruppo debutta su DAZN nella nuova trasmissione Coca-Cola Super Match, e allo stesso tempo torna in Rai come ospite fisso di Stasera c'è Cattelan su Rai 2.
Nel 2023 la Gialappa's torna ad avere un programma dedicato, GialappaShow, su TV8 e Sky Uno. Alla trasmissione non partecipa però Carlo Taranto, che decide di non lavorare al progetto.
Nel 2024 il duo conduce inoltre Gialappa's night, uno speciale in seconda serata dedicato alla Champions League, e nel 2025 è al commento del programma di Amazon Prime Video Red Carpet - VIP al tappeto.

### Esperienze cinematografiche
Parallelamente agli impegni televisivi e radiofonici, la Gialappa’s Band si dedica anche al cinema, collaborando al soggetto e alla sceneggiatura dei primi due film diretti e interpretati da Aldo, Giovanni e Giacomo: Tre uomini e una gamba (1997) e Così è la vita (1998), nonché scrivendo e supervisionando l'opera prima da regista di Paolo Costella, il comico-demenziale Tutti gli uomini del deficiente, dove riescono a riunire un folto gruppo di guest-star, tra le quali un divertito Arnoldo Foà, commentando tutto il film con le loro voci fuori campo.
Il film ruota intorno alla ricerca dell'erede di Leone Stella (Arnoldo Foà), presidente della Totem Arts, casa produttrice di videogiochi. Unico requisito richiesto: chiamarsi come lui, anche nella variante al femminile Stella Leone. Così scatta una vera e propria gara ad eliminazione tra i vari omonimi. La gara è strutturata prendendo spunto dal videogioco Doctor Leo Star. Così nascono i personaggi della maestrina Stella (Claudia Gerini), Don Leone (Giovanni Esposito), il killer Leon (Gigio Alberti) e mister Sacro Wok (Fabio De Luigi), complice di tre mafiosi giapponesi (interpretati da Aldo, Giovanni e Giacomo).
La gara è commentata fuori campo dalle tre voci della Gialappa's. Partecipano inoltre al film Maurizio Crozza, Ugo Dighero, Bebo Storti, Luciana Littizzetto, Zuzzurro. La presenza di guest star in alcuni cameo vede la partecipazione di Lamberto Sposini, Enrico Mentana, Barbara D'Urso (nei panni della dottoressa Giò), Dino Meneghin, Cristina Parodi e Alessia Marcuzzi. Le musiche sono di Elio e le Storie Tese e includono anche un duetto con Raffaella Carrà, intitolato Presidance, che a sua volta fa il verso al titolo Tutti gli uomini del Presidente che aveva ispirato il titolo della pellicola.

### Alla radio
Nonostante il successo televisivo li abbia resi popolari, la Gialappa's non ha comunque mai del tutto abbandonato la presenza radiofonica, in particolare costituendo una sorta di controcronaca ai grandi eventi calcistici (Europei e Mondiali) con il programma Rai dire Gol e al Festival di Sanremo, con il programma Rai dire Sanremo. Entrambe le trasmissioni si tengono in concomitanza agli eventi succitati, su Rai Radio 2. Nel 2010 a causa di divergenze con il direttore Flavio Mucciante (corredate da interviste e dichiarazioni tutt'altro che amichevoli) il programma Rai Dire Sanremo non è andato in onda. La notizia ha scatenato una serie di proteste partite dal sito del Gialappa's Forum.
Il 2 giugno 2010 Linus, direttore artistico di Radio Deejay, ha annunciato durante il suo programma del mattino che la Gialappa's avrebbe commentato le partite dei Mondiali 2010, proprio sulla sua emittente. Non c'è stata però una vera radiocronaca ma una trasmissione, intitolata Mai Deejay Gol, in onda tutti i giorni dalle 13.00 alle 14.00, dove con la presenza di diversi ospiti sono stati commentati, ovviamente con l'inconfondibile stile Gialappa's, i fatti principali del Mondiale. Il 9 giugno 2010 è stato invece comunicato sul sito di radio RTL 102.5 che la Gialappa's Band avrebbe eseguito la radiocronaca in diretta di tutte le partite che si sarebbero tenute alle ore 16.00 ed alle 20.30 nel programma intitolato Noi dire Gol. Le partite della nazionale italiana sono state invece affidate al giornalista Paolo Pacchioni.
Sempre per RTL 102.5, a febbraio 2011 hanno commentato con il loro stile le serate della 61ª edizione del Festival di Sanremo. Dal 16 gennaio 2012, dopo un'accurata scelta d'emittente che permettesse loro di lavorare con la storica inviata al Festival di Sanremo, Flavia Cercato, conducono Stile libero, che va in onda dal lunedì al venerdì dalle 13 alle 15 su R101. Mentre il sabato, dalle 14 alle 15, va in onda il Best of. Per questo programma accettano solo 2/3 del gruppo: il "Signor Carlo", infatti, non è presente nella trasmissione in quanto, a detta loro, "È alle prese a coltivare germogli". Nel 2013 il trio commenta la terza, la quarta e la quinta serata del Festival di Sanremo su R101, con Flavia Cercato, nel programma Stile Libero Speciale Sanremo.
A fine 2017 Mediaset annuncia che la Gialappa's commenterà ogni giorno una partita dei Mondiali di Calcio 2018 su Radio 105.

### Altri canali
Nel 2021 inaugurano il loro canale sulla piattaforma Twitch con la trasmissione Twitch dire Europei nella quale propongono le telecronache delle partite di Euro 2020. Nel 2022, durante la diretta della prima serata del Festival di Sanremo, coinvolgono diversi attori, tra cui Simone Montedoro. Nel 2024 commentano nuovamente tutte le serate del Festival di Sanremo sia su Twitch che su RTL 102.5, con il titolo Noi dire Sanremo; successivamente, sui canali Twitch, Facebook e YouTube commentano gli europei di calcio con il titolo di Gialappa's dire Europei.

## Filmografia

### Doppiatori

#### Cinema
- Tutti gli uomini del deficiente, regia di Paolo Costella (1999)
- InvaXön - Alieni in Liguria, regia di Massimo Morini e Enzo Pirrone (2004)

#### Televisione
- Amazing - Fabio de Luigi, regia di Alessio Muzi –  miniserie TV (2023)

### Sceneggiatori
- Tutti gli uomini del deficiente, regia di Paolo Costella (1999)
- Anplagghed al cinema, regia di Arturo Brachetti e Rinaldo Gaspari (2006)

## Trasmissioni televisive
- Un fantastico tragico venerdì (Rete 4, 1986-1987)
- Candid Camera (Italia 1, 1986-1987) - solo autori
- Che piacere averti qui (Italia 1, 1987)
- Smile (Italia 1, 1987-1990) - solo autori
- Candid Camera Show (Italia 1, 1988-1991) - solo autori
- Drive In (Italia 1, 1988) - solo autori
- L'araba Fenice (Italia 1, 1988) - solo autori
- Una notte all'Odeon (Odeon TV, 1988) - solo autori
- Emilio (Italia 1, 1989-1990) - solo autori
- Bellezze al bagno (Canale 5, 1989) - solo autori
- Mai dire Banzai (Italia 1, 1989-1990)
- Mai dire Mundial (Italia 1, 1990)
- Mai dire Gol (Italia 1, 1990-2001)
- Il Gioco dei 9 (Canale 5, 1990-1992 - Italia 1, 1992) - solo autori
- I vicini di casa (Italia 1, 1991-1992) - solo autori
- Mai dire TV (Italia 1, 1991-1993)
- Mai dire Giro (Italia 1, 1993)
- TeleMeno (Odeon TV, 1993) - solo autori
- Mai dire Mondiali (Italia 1, 1994)
- Mai dire 94 (Italia 1, 1994)
- Mai dire 98 (Italia 1, 1998)
- Mai dire 99 (Italia 1, 1999)
- Mai dire 2000 (Italia 1, 2000)
- Mai dire Maik (Italia 1, 2000-2001)
- Mai dire Grande Fratello (Italia 1, 2000-2004, 2007-2009; Canale 5, 2009-2012)
- Mai dire Domenica (Italia 1, 2002-2004)
- Le Iene (Italia 1, 2004, 2013-2015, 2017-2021)
- Mai dire Iene (Italia 1, 2004)
- Mai dire Grande Fratello & Figli (Italia 1, 2004, 2006; Canale 5, 2006)
- Mai dire Lunedì (Italia 1, 2005)
- Serie A - Il grande calcio (Canale 5, 2005)
- Mai dire Serie A (Canale 5, 2005)
- Mai dire G (Italia 1, 2006)
- Mai dire Reality (Italia 1, 2006)
- Sky dire Mondiali (Sky Italia, 2006)
- Mai dire Martedì (Italia 1, 2007-2008)
- Mai dire Candid (Italia 1, 2007, 2009)
- Mai dire Grande Fratello Show (Italia 1, 2009)
- Speciale Mai dire Grande Fratello (Italia 1, 2009)
- Mai Dire Pupa (Italia 1, 2010)
- Mai dire Grande Fratello Premium (Mediaset Premium, 2010)
- Mai dire Amici (Canale 5, 2011)
- Mai dire Gallery (Italia 2, 2011-2013)
- Mai dire Provini (Italia 2, 2013)
- Zelig (Canale 5, 2014)
- Quelli che il calcio (Rai 2, 2015-2017)
- DopoFestival (Rai 1, 2016, 2017)
- Rai dire Parlamento all'interno di Ballarò (Rai 3, 2016)
- Rai dire Europei (Rai 4, 2016)
- Rai dire Nazionale (Rai 4, 2016-2017)
- Milano-Roma - In viaggio con i Gialappa's (Rai 2, 2016)
- Il grande match (Rai 1, 2016)
- Rai dire Niùs (Rai 2, 2017)
- Grande Fratello VIP (Canale 5, 2017-2018)
- Mai dire Grande Fratello VIP (Italia 1, 2017-2018)
- L'isola dei famosi (Canale 5, 2018-2019)
- Mai dire Isola (Italia 1, 2018)
- Balalaika - Dalla Russia col pallone (Canale 5, 2018)
- Mai dire Mondiali FIFA (Mediaset Extra, 2018)
- Mai dire Talk (Italia 1, 2018-2019)
- Twitch dire Europei (Twitch, 2021)
- Coca-Cola Super Match (DAZN, dal 2022)
- Twitch dire Sanremo (Twitch, 2022-2024)
- Twitch dire playoff (Twitch, 2022)
- Twitch dire Mondiali (Twitch, 2022)
- Stasera c'è Cattelan su Rai 2 (Rai 2, 2023) - ospiti fissi
- Michelle Impossible & Friends (Canale 5, 2023-2024)
- Che tempo che fa - Il Tavolo (Rai 3, 2023) - ospiti ricorrenti
- GialappaShow (TV8, dal 2023)
- Gialappa's Dire Europei (Twitch, 2024)
- Gialappa's night (TV8, 2024)
- Red Carpet - Vip al tappeto (Prime Video, 2025)

## Radio
- Bar sport (Radio Popolare, 1985)
- Bar Sport Mundial (Radio Popolare, 1986)
- Euro Bar Sport (Radio Popolare, 1988)
- Quasi gol (Circuito Sper/Radio Deejay, 1990-1996)
- Rai Dire Gol (Rai Radio, 1994-2008)
- Rai Dire Sanremo (Rai Radio, 2001-2009)
- Aspettando Rai Dire Sanremo (Rai Radio, 2005)
- Grazie per averci scelto (Rai Radio, 2007-2010)
- Mai Deejay Gol (Radio Deejay, 2010)
- Mai dire Grande Fratello Premium (R101, 2010)
- Noi Dire Gol (RTL 102.5, 2010-2014)
- Noi Dire Sanremo (RTL 102.5, 2011)
- Noi Dire Champions (RTL 102.5, 2011)
- Stile Libero (Radio R101, 2012-2013)
- Mai Dire Sanremo (Radio R101, 2012)
- Stile Libero Speciale Sanremo (Radio R101, 2013)
- Stile Libero Speciale Champions (Radio R101, 2013)
- Noi Dire Sanremo (RTL 102.5, 2014)
- Rai dire Europei (Rai Radio, 2016)
- Mai dire Mondiali (Radio 105, 2018)
- Noi dire Sanremo (RTL 102.5, 2024)[17]

## Libri
- Gialappa's Band e Andrea Amato, Mai dire noi. Tutto quello che non avreste voluto sapere, Mondadori, 2022, ISBN 978-8891836922.